# استیل (آرکانزاس)
استیل (به انگلیسی: Steele) یک منطقهٔ مسکونی در ایالات متحده آمریکا است که در شهرستان واشینگتن، آرکانزاس واقع شده‌است. استیل ۳۶۳ متر بالاتر از سطح دریا واقع شده‌است.